# Mały Las (Olchowo)
Mały Las (dawn. Ludwigslust) – część wsi Olchowo w Polsce położona w województwie wielkopolskim, w powiecie słupeckim, w gminie Zagórów.
W latach 1975–1998 miejscowość położona była w województwie konińskim.